# ŽRK Ivanić Ivanić-Grad
Ženski rukometni klub Ivanić (ŽRK Ivanić; Ivanić) je ženski rukometni klub iz Ivanić-Grada, Zagrebačka županija. U sezoni 2017./18. klub nastupa u 2. HRL - Zapad. 

## O klubu
Prethodnica rukometa za žene u Ivanić-Gradu je bilo igranje hazena u sekciji Športskog društva "Ivanić", 1922. godine. Na prijelazu 1951. i 1952. se osniva rukometna sekcija, u početku za muškarce pri Sportskom društvu "Ivanić", te se igra veliki rukomet. Ženska ekipa, koja je počela s igranjem malog rukometa se formira u jesen 1952. godine i igra prvu utakmicu potiv "Kartonaže" iz Zagreba. Rukometaši i rukometašice nakon nekoliko godina istupaju iz SD "Ivanić" i formiraju RK "Ivanić", a poslije se muški i ženski klub osamostaljuju. 
 
Klub prve uspjehe doživljava 1970.-ih. U sezonama 1970./71. i 1971./72. sučlanice Jedinstvene hrvatske lige, a od 1972./73. do 1977./78. su članice Druge savezne lige u skupinama Zapad i Sjever, a otad većinom igraju Hrvatsku regionalnu ligu - Sjever, koju osvajaju u sezonama 1981./82. i 1982./83., kada su i prvakinje Hrvatske. Sezonu 1983./84. igraju u Međurepubličkoj ligi Hrvatske i Slovenije, a potom se opet vraćaju u Hrvatsku regionalnu ligu. 
 
Osamostaljenjem Hrvatske, klub počinje s natjecanjem u 2. hrvatskoj ligi. U sezoni 1998./99.  se natječu u 1. B ligi, ali odmah ispadaju u 2. HRL. Do sezone 2011./12. igraju u 2. HRL - Zapad i 3. HRL - Središte (Zapad 1). U sezoni 2012./13. prvi put postaju članice Prve hrvatske lige, u kojoj su nastupile i u sezoni 2017./18. 

## Uspjesi

### Do 1991.
Prvenstvo SR Hrvatske
- prvakinje: 1983.
- doprvakinje: 1982.

Hrvatska regionalna liga - Sjever
- prvakinje: 1981./82., 1982./83.

### Od 1992.
2. HRL
- prvakinje: 1997./98. (Centar), 2016./17. (Zapad)

3. HRL
- prvakinje: 2008./09. (Središte)

## Unutrašnje poveznice
- Ivanić-Grad
- MRK Ivanić

## Vanjske poveznice
- zrk-ivanic.hr - službene stranice
- ŽRK Ivanić, facebook stranica
- furkisport.hr/hrs, ŽRK Ivanić, natjecanja po sezonama
- furkisport.hr/hrs, Ivanić, natjecanja po sezonama
- sportilus.com, Ženski rukometni klub Ivanić Ivanić-Grad
- rszz.info - Rukometni savez Zagrebačke županije, Ženski rukometni klub IVANIĆ